# New Zealand Open 1994
Die New Zealand Open 1994 im Badminton fanden vom 5. bis zum 8. August 1994 in Auckland statt.

## Sieger und Platzierte
| Disziplin    | Gold                         | Silber                         | Bronze                         |
| ------------ | ---------------------------- | ------------------------------ | ------------------------------ |
| Herreneinzel | Oliver Pongratz              | Paul Stevenson                 | Nick Hall                      |
| Herreneinzel | Oliver Pongratz              | Paul Stevenson                 | Michael Helber                 |
| Dameneinzel  | Song Yang                    | Lisa Campbell                  | Rhona Robertson                |
| Dameneinzel  | Song Yang                    | Lisa Campbell                  | Rhonda Cator                   |
| Herrendoppel | Michael Helber Michael Keck  | Kai Mitteldorf Oliver Pongratz | Peter Blackburn Mark Nichols   |
| Herrendoppel | Michael Helber Michael Keck  | Kai Mitteldorf Oliver Pongratz | Dean Galt Nick Hall            |
| Damendoppel  | Lisa Campbell Amanda Hardy   | Tammy Jenkins Rhona Robertson  | Amanda Carter Sheree Jefferson |
| Damendoppel  | Lisa Campbell Amanda Hardy   | Tammy Jenkins Rhona Robertson  | Wendy Shinners Song Yang       |
| Mixed        | Peter Blackburn Rhonda Cator | Michael Keck Christine Skropke | Mark Nichols Amanda Hardy      |
| Mixed        | Peter Blackburn Rhonda Cator | Michael Keck Christine Skropke | Paul Stevenson Wendy Shinners  |